# Väo

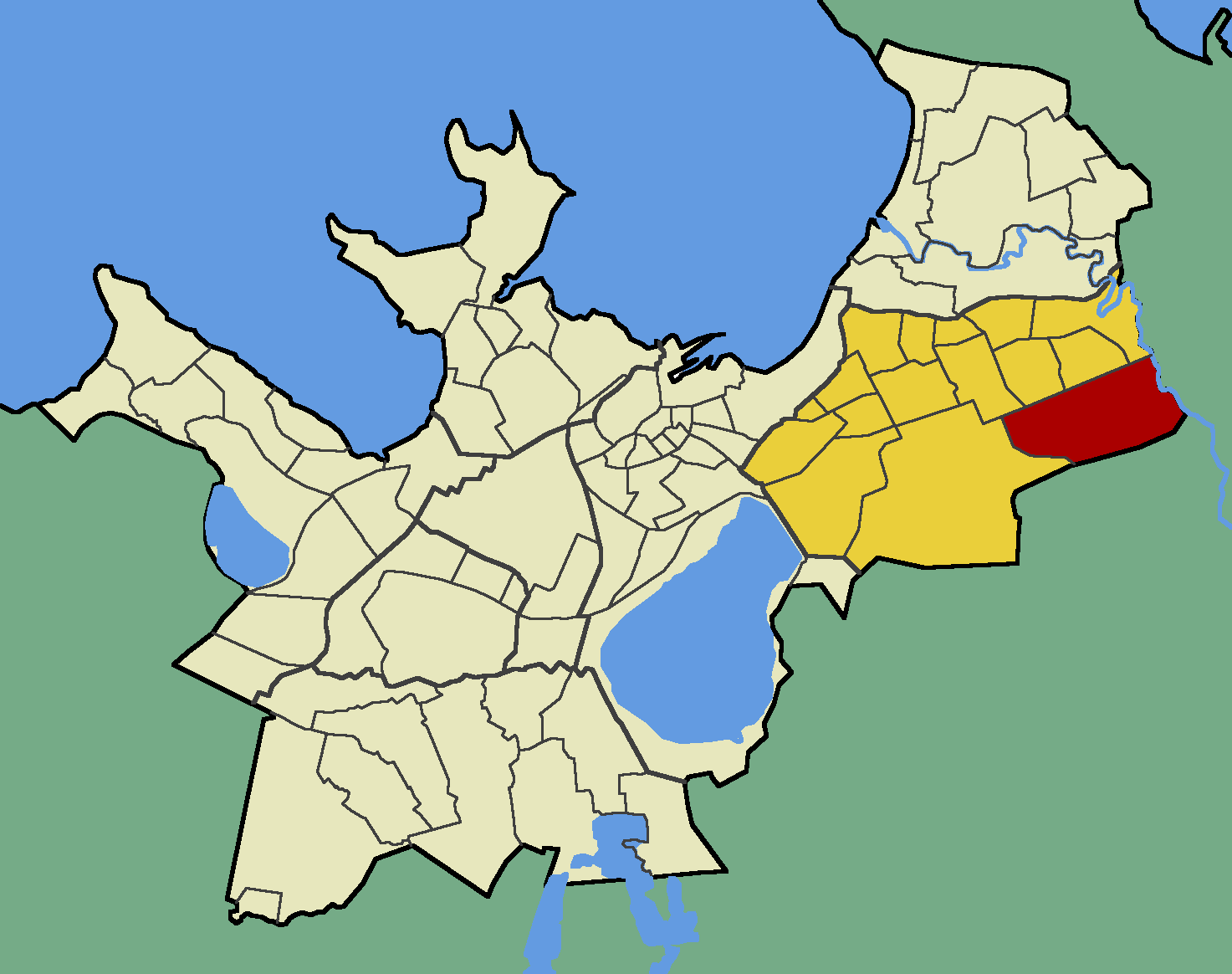
Lage von Väo (rot) im Tallinner Stadtteil Lasnamäe (gelb)

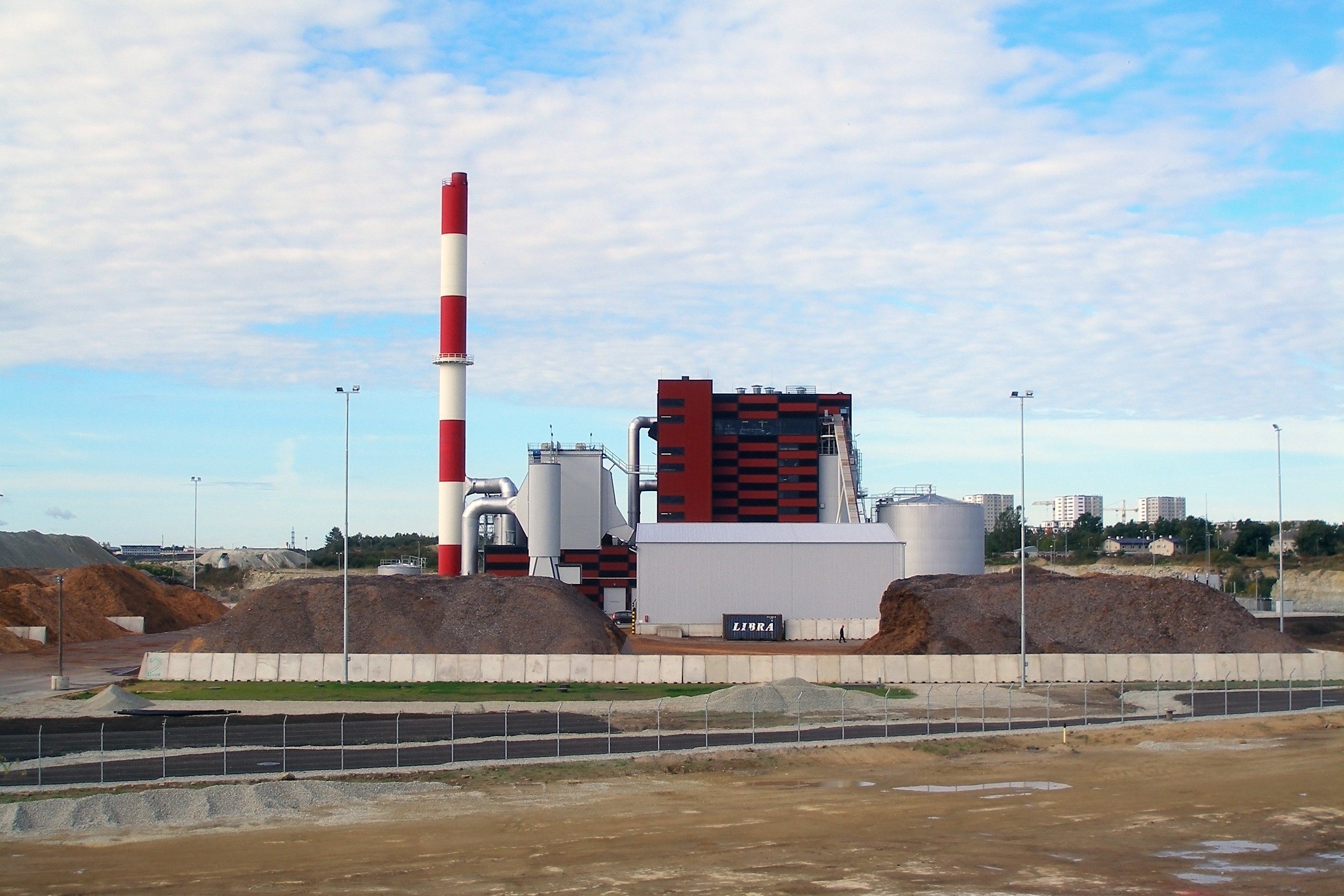
Kraftwerk von Väo mit Hochhäusern von Lasnamäe im Hintergrund

Väo (deutsch Faeht) ist ein Stadtbezirk (estnisch asum) der estnischen Hauptstadt Tallinn. Er ist einer der Bezirke des Stadtteils Lasnamäe.

## Beschreibung
Der Stadtteil grenzt an den Fluss Pirita (Pirita jõgi). Väo ist sehr dünn besiedelt. Der Stadtteil hat lediglich 123 Einwohner (Stand 1. Mai 2010).
Väo ist bekannt als Abbauort für Kalkstein im Tagebau. Er wird durch die Firma OÜ Väo Paas betrieben.

## Geschichte
Das Dorf Väo wurde erstmals 1241 unter dem Namen Uvætho urkundlich erwähnt. Im Jahre 1402 kaufte die Stadt Tallinn die Siedlung vom Deutschen Orden gemeinsam mit der Mühle Vethe. Nördlich des Dorfes gab es einen kleinen Hof. Der Hof war bis ins 20. Jahrhundert Teil des Dorfes Priisle. 1975 wurde Väo der Stadt Tallinn eingemeindet.